# 毛拉佐
毛拉佐，是匈牙利巴兰尼亚州所辖的一个村。总面积9.70平方公里，总人口188，人口密度19.4人/平方公里（2011年1月1日）。